# Панеада
Панеада, также Панеас, Кесария Филиппова, Нерониас (греч. Πανειάς, араб. بانياس‎, ивр. בניאס‎) — древний город у подножия горы Хермон, у восточного истока Иордана. Ныне - Банияс (Израиль).
Из большой пещеры, полуразрушенной землетрясением, вытекает река Банияс— самый большой из трёх истоков Иордана. Эту реку также называют Хермон, так как она берёт начало у подножия горы Хермон.
В древние времена считалось, что невозможно измерить протяженность пещеры, и поэтому люди полагали, что её продолжение — в восточном Заиорданье. Легенда повествует, что Моисей, которому не дано было войти в Землю Обетованную, страстно просил Господа, чтобы Он дал ему пройти хотя бы через эту пещеру.
Река Банияс плавно течёт по равнине, но, попадая в гористую местность, пробивает себе путь среди застывшей лавы и нагромождения скал. Оба её берега густо покрыты высокими деревьями и кустарниками. Поэтому древние жители города назвали город «Паниас» в честь греческого бога лесов и полей Пана, а в высеченной в скале нише недалеко от большой пещеры поставили статую этому богу, густо покрытому шерстью.
Пан как божество стихийных сил природы наводил на людей панический страх. Недаром христиане причислили его к бесовскому миру, именуя его бесом полуденным, а паломники называли город Паниас «городом лешего».
Видимо, город был основан в IV—III вв. до н. э. Под нишей в скале, где стояла статуя Пана, до сих пор сохранилась греческая надпись, в которой упоминается нимфа Эхо. Эхо была наказана за болтливость и поэтому могла произносить только окончания слов. Легенда повествует, что, когда Пан впадал в буйство и начинал сбрасывать с гор тяжелые валуны, Эхо стояла рядом и повторяла окончания криков перепуганных пастухов.
Паниас попал во владения Птолемеев, преемников Александра Македонского, правивших в Египте. В 200 г. до н. э. Паниас упоминается историками в той связи, что там происходил знаменитый бой между Птолемеями и их вечными противниками Селевкидами, также преемниками Александра Македонского, правившими в Сирии.
Когда римляне захватили Иудею, император Август подарил Паниас своему другу Ироду Великому, и тот возле пещеры с каменными нишами выстроил святилище в честь Августа.
Сын Ирода Филипп получил в наследство Голаны, Башан и Паниас и превратил Паниас в столицу округа. В знак благодарности римским покровителям он переименовал город в Кесарию. И, чтоб не возникла путаница с другими Кесариями, добавил «Филиппа».
Кесария Филиппа упоминается в Новом Завете:

Пришед же в страны Кесарии Филипповой, Иисус спрашивал учеников Своих: «за кого люди почитают Меня, Сына Человеческого?» И когда Пётр ответил ему: «Ты — Христос, Сын Бога Живого», тогда Иисус сказал ему: « <…> ты — Пётр, и на сем камне Я создам Церковь Мою, и врата ада не одолеют её; И дам тебе ключи Царства Небесного; и что свяжешь на земле, то будет связано на небесах; и что разрешишь на земле, то будет разрешено на небесах»
— Мф. 16:13,16-19
Правитель Ирод Агриппа, находившийся под римской властью, переименовал Кесарию Филиппову в Нерониас в честь императора Нерона. Это название продержалось до конца II в.
После разрушения Второго Храма в Паниас прибыл Тит с армией победителей: «<…> Надолго остановившись там (в Паниасе), устраивал многочисленные зрелища; и многие из пленников были погублены там; одни — будучи отданы на растерзание зверям, другие — по принуждению сражаясь друг с другом толпами» (Иосиф Флавий, Иудейская война, кн. УП, гл.2, § 1).
В городе были две еврейские общины: одна — так называемая «вавилонская», а другая — «караимская». У каждой был свой суд. Из рукописей Каирской генизы известно, что евреи называли часть города, где они жили, «Мединат Дан» (страна Дана), находясь в полной уверенности, что живут в библейском Дане. Видимо, путаница произошла из-за того, что они не могли представить, что от древнего Дана осталась крошечная деревушка.
С приходом мусульман впервые утверждается название Банияс (вместо «п» арабы произносят «б»). Согласно описаниям арабского географа, по богатству и уровню жизни город соперничал даже с Дамаском. Еврейская община существовала здесь до XI в. За несколько лет до прихода крестоносцев в Баниясе начались еврейские мессианские брожения: один из проповедников призывал покинуть город, «ибо через несколько лет Господь соберет свой народ в Иерусалиме». Но убежали евреи из Банияса из-за приближающейся армии крестоносцев. Крестоносцам не пришлось сражаться за город: ворота города им открыл тогдашний мусульманский правитель. Затем арабы отбили Банияс обратно. Ещё через 8 лет крестоносцы вернули себе город после тяжёлой битвы.
Город захватывали то туркмены, то крестоносцы, то правители Дамаска. В 1164 г., после многочисленных атак, Банияс перешёл в руки мамлюков.
Потеря Банияса оказалась роковой для крестоносцев. Иерусалимский патриарх писал: «Потерян ключ, врата и защита для всего Иерусалимского королевства».
Неоднократные попытки крестоносцев надолго вернуть себе город не увенчались успехом. В 1260 году пришедшие в Палестину монголы захватили Банияс, но тоже всего на несколько месяцев, после чего мамлюки вернулись.
В XVI в. во время турецких завоеваний город пришёл в упадок, жители разбрелись, со временем заброшенные дома заселили пастухи, но и они жили в них только в сезон дождей.
В новое время, когда Банияс оказался на территории Сирии, сирийские солдаты использовали его в качестве наблюдательного пункта. Отсюда хорошо просматривались киббуцы Дан и Дафна, долина Хула. Но в Шестидневную войну Армия обороны Израиля, пройдя через Банияс на Хермон и Голаны, заняла эту территорию.
Теперь на месте города расположен один из красивейших заповедников.